# Protodarcia cocosensis
Protodarcia cocosensis är en fjärilsart som beskrevs av Davis 1994. Protodarcia cocosensis ingår i släktet Protodarcia och familjen äkta malar.
Artens utbredningsområde är Costa Rica. Inga underarter finns listade i Catalogue of Life.